# White House (Tennessee)
White House je město ve státě Tennessee ve Spojených státech amerických. Leží na území okresů Sumner County a Robertson County 40 km severně od Nashville. Díky dostupnosti hlavního města státu vzrostl počet obyvatel ze 7 220 v roce 2000 na 11 388 (odhad 2016).
V roce 1829 zde Richard Wilks zřídil hostinec na cestě Louisville and Nashville Turnpike, zvaný podle bílých zdí „White House Inn“, kolem něhož byla roku 1835 založena stejnojmenná osada. Původní Bílý dům byl v roce 1951 zbořen, v roce 1986 vyrostla jeho replika sloužící jako muzeum.
Od roku 1921 má White House samosprávu jako „incorporated city“.

## Složení obyvatelstva (2010)
- Bílí Američané 93,3 %
- Afroameričané 1,7 %
- Asiaté 0,8 %
- Hispánci 2,8 %